# Katalog ultraljubičastih galaktika Kiso
Katalog ultraljubičastih galaktika Kiso je astronomski katalog galaktika koje zrače viškom ultraljubičastih zraka. Nalazimo ga pod kodom KUV (Kiso UV-excess object) i KUG - Kiso Ultraviolet Galaxy Catalogue.
Galaktike su snimljene iz zvjezdarnice Kiso u Japanu.
Provnim istraživanjem bilo je otkriveno na nebu 8968 galaktika s viškom ultraljubičastog zračenja, a nakon pročišćivanja onih koji su se ponavljale u području pregleda, 8162 objekta, na površini od 5100 četvornih stupnjeva snimanjem Schmidtovim teleskopom putem UGR (ili UR) tro-(ili dvo)-slikovnih fotografija, što je davalo 1,8 po četvornom stupnju. Ekspozicija je bila namještena tako da slike u boji zvijezda vrste A0 budu jednake na ploči. Podatci su objavljeni u katalogu od 18 svezaka. Ograničavajuća magnituda je od 17 do 18,5, ovisno o uvjetima i kakvoći ploče. Od 18 svezaka, 17 su koordinate, morfološka vrsta, veličina, magnituda i stupanj viška ultraljubičastog zračenja, skupa s kataloškim imenima. Posljednji iz sveska u prvom katalogu jest spojeni katalog svih galaktika (KUG-ova) poredani prema rektascenziji uz neke općenite opise i statističke podatke. Oznake uz morfološke vrste su Ic - nepravilni s grudastim regijama HII, Ig - nepravilni s divovskim regijama HII, Pi - par međudjelujućih sastavnica, Pd - par sastavnica podijeljenih spojem, Sk - spiralno s čvorastim rukama, Sp - spiralno s neobičnom prečkom i/ili jezgrom te C - kompaktno. Upitnikom su označene galaktike koje se nije moglo razvrstati, a dvotočjem one koje nisu određene sa sigurnošću. Prema višku ultraljubičastog zračenja, idu oznake H (visoko), M (srednje) i L (nisko), što otprilike odgovara U - B ≤ -0,5 - -0,3 i -0, respektivno.
KUG-ovske galaktike su plave galaktike koje su UGR fotografskim slikama slikali u zvjezdarnici Kiso u Japanu pomoću 105-centimetarskog teleskopa Schmidt (Takase & Miyauchi-Isobe 1993.; Takase, B., & Miyauchi-Isobe, N. 1993, Publ. Natl. Astron. Obs. Japan, 3, 169 (TM93)). KUG-ov pregled sadrži uglavnom objekte na sjevernoj nebeskoj hemisferi iznad ∼5800 deg2 i u njemu je oko 8200 objekata. Dubina pregleda je 17–18,5 mag u fotografskoj magnitudi. Drugi KUG-ov pregled je u tijeku. Opći opis metode pregleda i statističke osobine objekata u KUG-u može se pročitati u Takaseovom članku iz 1980. godine. Nakon brisanja objekata koji su bili očigledno ponavljanje, u katalogu su 8162 objekta (N: 8162+341+624+710+189) nakon prvotnih 8968. Prvi katalog (Kiso survey for ultraviolet-excess galaxies) objavljen je u 18 svezaka (do 8. sveska Ann. Tokyo Astron. Obs., 9. svezak i dalje Publ. Nat. Astron. Obs. Japan) od 1984. do 1993., autora TAKASE B., MIYAUCHI-ISOBE N. Prethodio mu je rad iz 1983. godine A morphological study of ultraviolet-excess galaxies., autora TAKASE B., NOGUCHI T., MAEHARA H. Drugi katalog sadrži 341+644+710+189 objekata, a četiri izdanja tog drugog kataloga objavljena su u Publ. Nat. Astron. Obs. Japan.
Prvi katalog prvo je opisan u Takaseovom radu iz 1980. Counts of ultraviolet-bright galaxies and their distributions in clusters of galaxies.
Sustavnim studijama neba gdje su zvjezdotvorni procesi veći od prosjeka uz usporedbu s galaktikama s viškom ultraljubičastog zračenja iz KUG-a, otkriveno je da fotometrijom da su galaktike iz KUG-a Sb ili spiralne galaktike kasnijeg tipa.